# 蒙泰居 (热尔省)
蒙泰居（法語：Montégut，法語發音：[mɔ̃teɡy]）是法国热尔省的一个市镇，属于欧什区。

## 地理
蒙泰居（43°39'8"N, 0°38'45"E）面积11.42 平方千米，位于法国奧克西塔尼大區热尔省，该省份为法国西南部内陆省份，北起顺时针与洛特-加龙省、塔恩-加龙省、上加龙省、上比利牛斯省、大西洋比利牛斯省和朗德省接壤。
与蒙泰居接壤的市镇（或旧市镇、城区）包括：欧什、拉伊特、勒布兰、吕桑、马尔桑、佩桑、弗雷谢德。

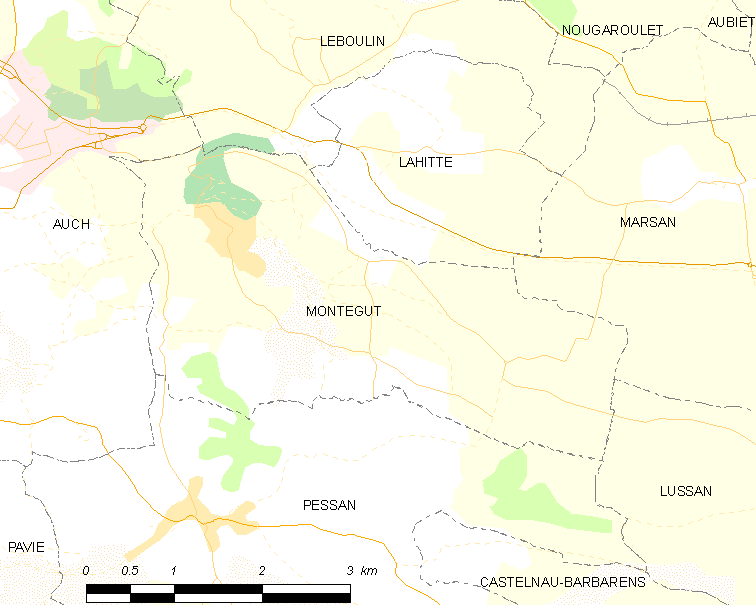
的OSM定位图

蒙泰居的时区为UTC+01:00、UTC+02:00（夏令时）。

## 行政
蒙泰居的邮政编码为32550，INSEE市镇编码为32282。

## 政治
蒙泰居所属的省级选区为欧什第二县。

## 人口

1962-2008年间人口变化图示

蒙泰居于2022年1月1日时的人口数量为588人。